# Сан-Жуан-ди-Баштусу
Сан-Жуа́н-ди-Башту́су (порт. São João de Bastuço) — район (фрегезия) в Португалии, входит в округ Брага. Является составной частью муниципалитета  Барселуш. Находится в составе крупной городской агломерации Большое Минью. По старому административному делению входил в провинцию Минью. Входит в экономико-статистический  субрегион Каваду, который входит в Северный регион. Население составляет 694 человека на 2001 год. Занимает площадь 1,81 км².